# Yuelushannus
Genre
Yuelushannus est un genre d'araignées aranéomorphes de la famille des Linyphiidae.

## Distribution
Les espèces de ce genre sont endémiques de Chine.

## Liste des espèces
Selon World Spider Catalog (version 26, 21/06/2025) :
- Yuelushannus alatus Irfan, Zhou, Bashir, Mukhtar & Peng, 2020
- Yuelushannus baishaensis Irfan, C. C. Zhang, Cai & Z. S. Zhang, 2025
- Yuelushannus barbatus Irfan, Zhou, Bashir, Mukhtar & Peng, 2020
- Yuelushannus danxia He & Guo, 2025
- Yuelushannus diaotangensis Irfan, Zhang & Peng, 2025
- Yuelushannus jinyuanensis Irfan, Zhang & Peng, 2025
- Yuelushannus wenfengensis Irfan, Zhang & Peng, 2025

## Systématique et taxinomie
Ce genre a été décrit par Irfan, Zhou, Bashir, Mukhtar et Peng en 2020 dans les Linyphiidae.

## Publication originale
- Irfan, Zhou, Bashir, Mukhtar & Peng, 2020 : « Yuelushannus gen. nov. (Araneae, Linyphiidae) from China. » European Journal of Taxonomy, no 642, p. 1-17 (texte intégral).